# 포켓몬스터 (2023년 애니메이션)의 에피소드 목록
다음은 일본의 애니메이션 《포켓몬스터》 시리즈 중 하나인 《포켓몬스터 (2023년 애니메이션)》의 에피소드 목록이다.

## 목록

### 리코와 로드의 모험
| 화수 | 제목                               | 본방송일자 (일본)                                              | 방영순서 |
| ---- | ---------------------------------- | -------------------------------------------------------------- | -------- |
| 1    | "시작의 펜던트 (전편)"             | 2023년 4월 14일 대한민국 내 방영 : 2023년 8월 23일 (1기 첫방)  | 1246     |
| 2    | "시작의 펜던트 (후편)"             | 2023년 4월 14일 대한민국 내 방영 : 2023년 8월 23일             | 1247     |
| 3    | "나오하와 함께라면"                | 2023년 4월 21일 대한민국 내 방영 : 2023년 8월 30일             | 1248     |
| 4    | "바다에서 떠내려온 보물"           | 2023년 4월 28일 대한민국 내 방영 : 2023년 8월 30일             | 1249     |
| 5    | "찾았어, 뜨아거"                   | 2023년 5월 5일 대한민국 내 방영 : 2023년 9월 6일               | 1250     |
| 6    | "고대의 몬스터볼"                  | 2023년 5월 12일 대한민국 내 방영 : 2023년 9월 6일              | 1251     |
| 7    | "캡틴 피카츄와 특훈을!"            | 2023년 5월 19일 대한민국 내 방영 : 2023년 9월 13일             | 1252     |
| 8    | "굳게 닫힌 문의 비밀"              | 2023년 5월 26일 대한민국 내 방영 : 2023년 9월 13일             | 1253     |
| 9    | "팔데아 도착!"                     | 2023년 6월 2일 대한민국 내 방영 : 2023년 9월 20일              | 1254     |
| 10   | "네모랑 콜사랑"                    | 2023년 6월 9일 대한민국 내 방영 : 2023년 9월 20일              | 1255     |
| 11   | "올리르바의 숲"                    | 2023년 6월 16일 대한민국 내 방영 : 2023년 9월 27일             | 1256     |
| 12   | "내가 선택하는 미래"               | 2023년 6월 23일 대한민국 내 방영 : 2023년 9월 27일 (1기 종방)  | 1257     |
| 13   | "피크닉은 갑자기"                  | 2023년 7월 14일 대한민국 내 방영 : 2023년 12월 13일 (2기 첫방) | 1258     |
| 14   | "날아라! 찌리비!!"                 | 2023년 7월 21일 대한민국 내 방영 : 2023년 12월 13일            | 1259     |
| 15   | "보이지 않는 녀석이다! 모야모야~?" | 2023년 7월 28일 대한민국 내 방영 : 2023년 12월 20일            | 1260     |
| 16   | "꾸왁스와 함께라면"                | 2023년 8월 4일 대한민국 내 방영 : 2023년 12월 20일             | 1261     |
| 17   | "찌리비와 뜨아거의 비밀 대특훈!"   | 2023년 8월 11일 대한민국 내 방영 : 2023년 12월 27일            | 1262     |
| 18   | "하늘 나는 피카츄, 끝없이 높이!"   | 2023년 8월 18일 대한민국 내 방영 : 2023년 12월 27일            | 1263     |
| 19   | "마휘핑의 진심"                    | 2023년 8월 25일 대한민국 내 방영 : 2024년 1월 3일              | 1264     |
| 20   | "순무 관장님의 배틀 수행"          | 2023년 9월 1일 대한민국 내 방영 : 2024년 1월 3일               | 1265     |
| 21   | "외톨이 몸지브림"                  | 2023년 9월 8일 대한민국 내 방영 : 2024년 1월 10일              | 1266     |
| 22   | "격돌! 가라르광산"                 | 2023년 9월 15일 대한민국 내 방영 : 2024년 1월 10일             | 1267     |
| 23   | "불타오르는 가라르 파이어"         | 2023년 9월 22일 대한민국 내 방영 : 2024년 1월 17일             | 1268     |
| 24   | "고성에서의 재회"                  | 2023년 10월 13일 대한민국 내 방영 : 2024년 1월 17일            | 1269     |
| 25   | "한밤중의 대결"                    | 2023년 10월 20일 대한민국 내 방영 : 2024년 1월 24일 (2기 종방) | 1270     |

### 테라파고스의 빛
| 화수 | 제목                                  | 본방송일자 (일본)                                              | 방영순서 |
| ---- | ------------------------------------- | -------------------------------------------------------------- | -------- |
| 26   | "테라파고스의 모험"                   | 2023년 10월 27일 대한민국 내 방영 : 2024년 4월 24일 (3기 첫방) | 1271     |
| 27   | "동료와 함께라면"                     | 2023년 11월 3일 대한민국 내 방영 : 2024년 4월 24일             | 1272     |
| 28   | "도둑맞은 보물"                       | 2023년 11월 10일 대한민국 내 방영 : 2024년 5월 1일             | 1273     |
| 29   | "올라와 몬스터볼 장인"                | 2023년 11월 17일 대한민국 내 방영 : 2024년 5월 1일             | 1274     |
| 30   | "미끄덩 달그락, 수수께끼 포켓몬!?"    | 2023년 11월 24일 대한민국 내 방영 : 2024년 5월 8일             | 1275     |
| 31   | "흰안개의 노랫소리"                   | 2023년 12월 1일 대한민국 내 방영 : 2024년 5월 8일              | 1276     |
| 32   | "라프라스의 마음, 동료를 위하는 마음" | 2023년 12월 8일 대한민국 내 방영 : 2024년 5월 15일             | 1277     |
| 33   | "포효하는 검은 레쿠쟈"                | 2023년 12월 15일 대한민국 내 방영 : 2024년 5월 15일            | 1278     |
| 34   | "각자의 모험"                         | 2023년 12월 22일 대한민국 내 방영 : 2024년 5월 22일            | 1279     |
| 35   | "황야의 콤비, 프리드와 캡"            | 2024년 1월 12일 대한민국 내 방영 : 2024년 5월 22일             | 1280     |
| 36   | "퍼퓨돈, 친해지기 대작전!"            | 2024년 1월 19일 대한민국 내 방영 : 2024년 5월 29일             | 1281     |
| 37   | "뜨아거, 악당이 되다!?"               | 2024년 1월 26일 대한민국 내 방영 : 2024년 5월 29일             | 1282     |
| 38   | "두리쥐가 보낸 SOS!"                  | 2024년 2월 2일 대한민국 내 방영 : 2024년 6월 5일               | 1283     |
| 39   | "어리짱과 애착 해머"                  | 2024년 2월 9일 대한민국 내 방영 : 2024년 6월 5일               | 1284     |
| 40   | "바이바이, 나오하"                    | 2024년 2월 16일 대한민국 내 방영 : 2024년 6월 12일             | 1285     |
| 41   | "열혈 엄마 나타나다!"                 | 2024년 3월 1일 대한민국 내 방영 : 2024년 6월 12일              | 1286     |
| 42   | "변신! 바다의 히어로 돌핀맨"          | 2024년 3월 8일 대한민국 내 방영 : 2024년 6월 19일              | 1287     |
| 43   | "익스플로러즈의 도전장"               | 2024년 3월 15일 대한민국 내 방영 : 2024년 6월 19일             | 1288     |
| 44   | "레쿠쟈 포획 작전"                    | 2024년 3월 22일 대한민국 내 방영 : 2024년 6월 26일             | 1289     |
| 45   | "아득히, 저 멀리까지"                 | 2024년 3월 29일 대한민국 내 방영 : 2024년 6월 26일 (3기 종방)  | 1290     |

### 테라스탈 데뷔
| 화수 | 제목                                       | 본방송일자 (일본)                                              | 방영순서 |
| ---- | ------------------------------------------ | -------------------------------------------------------------- | -------- |
| 46   | "두근두근! 오렌지 아카데미"                | 2024년 4월 12일 대한민국 내 방영 : 2024년 10월 15일 (4기 첫방) | 1291     |
| 47   | "리코와 나로테, 마음을 담아서"             | 2024년 4월 19일 대한민국 내 방영 : 2024년 10월 15일            | 1292     |
| 48   | "빛나라! 불꽃과 예술의 반짝임"             | 2024년 5월 3일 대한민국 내 방영 : 2024년 10월 22일             | 1293     |
| 49   | "도트와 타르링"                            | 2024년 5월 10일 대한민국 내 방영 : 2024년 10월 22일            | 1294     |
| 50   | "빛나라 테라스탈! 댄스 댄스 꾸왁스!!"      | 2024년 5월 17일 대한민국 내 방영 : 2024년 10월 29일            | 1295     |
| 51   | "뾰족뾰족 나로테!? 신비한 꽃기둥"          | 2024년 5월 24일 대한민국 내 방영 : 2024년 10월 29일            | 1296     |
| 52   | "찌리비, 강풍주의보!"                      | 2024년 5월 31일 대한민국 내 방영 : 2024년 11월 5일             | 1297     |
| 53   | "몸지브림과 이 세상 존재가 아닌 것"        | 2024년 6월 7일 대한민국 내 방영 : 2024년 11월 5일              | 1298     |
| 54   | "영원한 은혜"                              | 2024년 6월 14일 대한민국 내 방영 : 2024년 11월 12일            | 1299     |
| 55   | "대결! 팔데아 사천왕"                      | 2024년 6월 21일 대한민국 내 방영 : 2024년 11월 12일            | 1300     |
| 56   | "리코 VS 칠레! 배를 너머에"                | 2024년 6월 28일 대한민국 내 방영 : 2024년 11월 19일            | 1301     |
| 57   | "내가 모르는 테라파고스"                   | 2024년 7월 5일 대한민국 내 방영 : 2024년 11월 19일             | 1302     |
| 58   | "간판 포켓몬은 대도각참!?"                 | 2024년 7월 12일 대한민국 내 방영 : 2024년 11월 26일            | 1303     |
| 59   | "춤춰라 꾸왁스! 푸른 참푸르 스텝!!"        | 2024년 7월 26일 대한민국 내 방영 : 2024년 11월 26일            | 1304     |
| 60   | "첫눈! 뜨뜨아~!!"                          | 2024년 8월 9일 대한민국 내 방영 : 2024년 12월 3일              | 1305     |
| 61   | "영혼이여, 울려 퍼져라! 라임한테 도전하다" | 2024년 8월 16일 대한민국 내 방영 : 2024년 12월 3일             | 1306     |
| 62   | "뜨아거와 나의 노래"                       | 2024년 8월 23일 대한민국 내 방영 : 2024년 12월 10일            | 1307     |
| 63   | "얼음 배틀! 차가운 눈동자의 그루샤"        | 2024년 8월 30일 대한민국 내 방영 : 2024년 12월 10일            | 1308     |
| 64   | "나페산, 소리 없이 다가오는 그림자"        | 2024년 9월 6일 대한민국 내 방영 : 2024년 12월 17일             | 1309     |
| 65   | "리코와 아메시오"                          | 2024년 9월 13일 대한민국 내 방영 : 2024년 12월 17일            | 1310     |
| 66   | "시스템 침입! 오렌지 아카데미의 위기!!"    | 2024년 9월 20일 대한민국 내 방영 : 2024년 12월 24일            | 1311     |
| 67   | "빛나라, 테라스탈! 리코 VS 로드!!"         | 2024년 9월 27일 대한민국 내 방영 : 2024년 12월 24일 (4기 종방) | 1312     |

### 레쿠쟈 라이징
| 화수 | 제목                                            | 본방송일자 (일본)                                              | 방영순서 |
| ---- | ----------------------------------------------- | -------------------------------------------------------------- | -------- |
| 68   | "새로운 하늘로! 브레이브 담청호!!"              | 2024년 10월 11일 대한민국 내 방영 : 2025년 4월 15일 (5기 첫방) | 1313     |
| 69   | "내가 포켓몬, 그리고 포켓몬이 나!?"             | 2024년 10월 18일 대한민국 내 방영 : 2025년 4월 15일            | 1314     |
| 70   | "어리짱의 해머는 하루아침에 만들어진 게 아니다" | 2024년 10월 25일 대한민국 내 방영 : 2025년 4월 22일            | 1315     |
| 71   | "태라수호에서의 만남"                           | 2024년 11월 1일 대한민국 내 방영 : 2025년 4월 22일             | 1316     |
| 72   | "추적! 사마자르를 찾아라!!"                     | 2024년 11월 8일 대한민국 내 방영 : 2025년 4월 29일             | 1317     |
| 73   | "고고한 전사, 사마자르"                         | 2024년 11월 15일 대한민국 내 방영 : 2025년 4월 29일            | 1318     |
| 74   | "세 명의 익스플로러즈"                          | 2024년 11월 22일 대한민국 내 방영 : 2025년 5월 6일             | 1319     |
| 75   | "맡겨진 미래, 이 세계의 빛"                     | 2024년 11월 29일 대한민국 내 방영 : 2025년 5월 6일             | 1320     |
| 76   | "마자? 마저!"                                   | 2024년 12월 6일 대한민국 내 방영 : 2025년 5월 13일             | 1321     |
| 77   | "러들로, 고향에 가다"                           | 2024년 12월 13일 대한민국 내 방영 : 2025년 5월 13일            | 1322     |
| 78   | "격투 앤테이! 불꽃의 포효!!"                    | 2024년 12월 20일 대한민국 내 방영 : 2025년 5월 20일            | 1323     |
| 79   | "오버 더 치프"                                  | 2025년 1월 10일 대한민국 내 방영 : 2025년 5월 20일             | 1324     |
| 80   | "에리어 제로에서 완전 끝내주는 포켓몬!?"        | 2025년 1월 17일 대한민국 내 방영 : 2025년 5월 27일             | 1325     |
| 81   | "대결전! 대지를 꿰뚫는 화염"                    | 2025년 1월 24일 대한민국 내 방영 : 2025년 5월 27일             | 1326     |
| 82   | "빛나기 시작한 무지개 너머에서"                 | 2025년 1월 31일 대한민국 내 방영 : 2025년 6월 3일              | 1327     |
| 83   | "밝혀지는 진실? 아메시오의 결의!"               | 2025년 2월 7일 대한민국 내 방영 : 2025년 6월 3일               | 1328     |
| 84   | "하늘과 땅이 만나는 곳"                         | 2025년 2월 14일 대한민국 내 방영 : 2025년 6월 10일             | 1329     |
| 85   | "도착! 낙원 라쿠아"                             | 2025년 2월 21일 대한민국 내 방영 : 2025년 6월 10일             | 1330     |
| 86   | "라이징 볼트태클즈 VS 익스플로러즈!"            | 2025년 2월 28일 대한민국 내 방영 : 2025년 6월 17일             | 1331     |
| 87   | "검은 레쿠쟈의 의지"                            | 2025년 3월 7일 대한민국 내 방영 : 2025년 6월 17일              | 1332     |
| 88   | "격전! 하얀 지가르데"                           | 2025년 3월 14일 대한민국 내 방영 : 2025년 6월 24일             | 1333     |
| 89   | "모험의 끝에"                                   | 2025년 3월 21일 대한민국 내 방영 : 2025년 6월 24일 (5기 종방)  | 1334     |

### 메가볼티지
| 화수 | 제목                                 | 본방송일자 (일본) | 방영순서 |
| ---- | ------------------------------------ | ----------------- | -------- |
| 90   | "大空へ向かって、再び 前編"          | 2025년 4월 11일   | 1335     |
| 91   | "大空へ向かって、再び 後編"          | 2025년 4월 11일   | 1336     |
| 92   | "ラクリウム・サインを追って"         | 2025년 4월 18일   | 1337     |
| 93   | "ガチ推し！？ぐるみんファン対決！！" | 2025년 4월 25일   | 1338     |
| 94   | "ポケモンセンターのお姉さん"         | 2025년 5월 2일    | 1339     |
| 95   | "ストロングスフィア"                 | 2025년 5월 9일    | 1340     |
| 96   | "激突！ドラゴン爆走団"               | 2025년 5월 16일   | 1341     |
| 97   | "いたずらマッギョのイイ笑顔？"       | 2025년 5월 30일   | 1342     |
| 98   | "再会のセルクルタウン！"             | 2025년 6월 6일    | 1343     |
| 99   | "飛べないオリオと"                   | 2025년 6월 13일   | 1344     |
| 100  | "我らライジングボルテッカーズ！ "    | 2025년 6월 20일   | 1345     |
| 101  | "闘え！テラスタル対メガシンカ！！"   | 2025년 6월 27일   | 1346     |
| 102  | "遺跡で出逢った騎士"                 | 2025년 7월 4일    | 1347     |
| 103  | "燃やせ、ぐるみん愛！"               | 2025년 7월 18일   | 1348     |
| 104  | "カルボウの願い"                     | 2025년 8월 1일    | 1349     |
| 105  | "嵐のち波乗りサーフゴー"             | 2025년 8월 8일    | 1350     |
| 106  | "メガすげぇ！？開かずのダークボール" | 2025년 8월 15일   | 1351     |
| 107  | "ふたり、友として"                   | 2025년 8월 22일   | 1352     |
| 108  | "ダイアナ·カムズ·バック！！！！"     | 2025년 8월 29일   | 1353     |